# Hadr

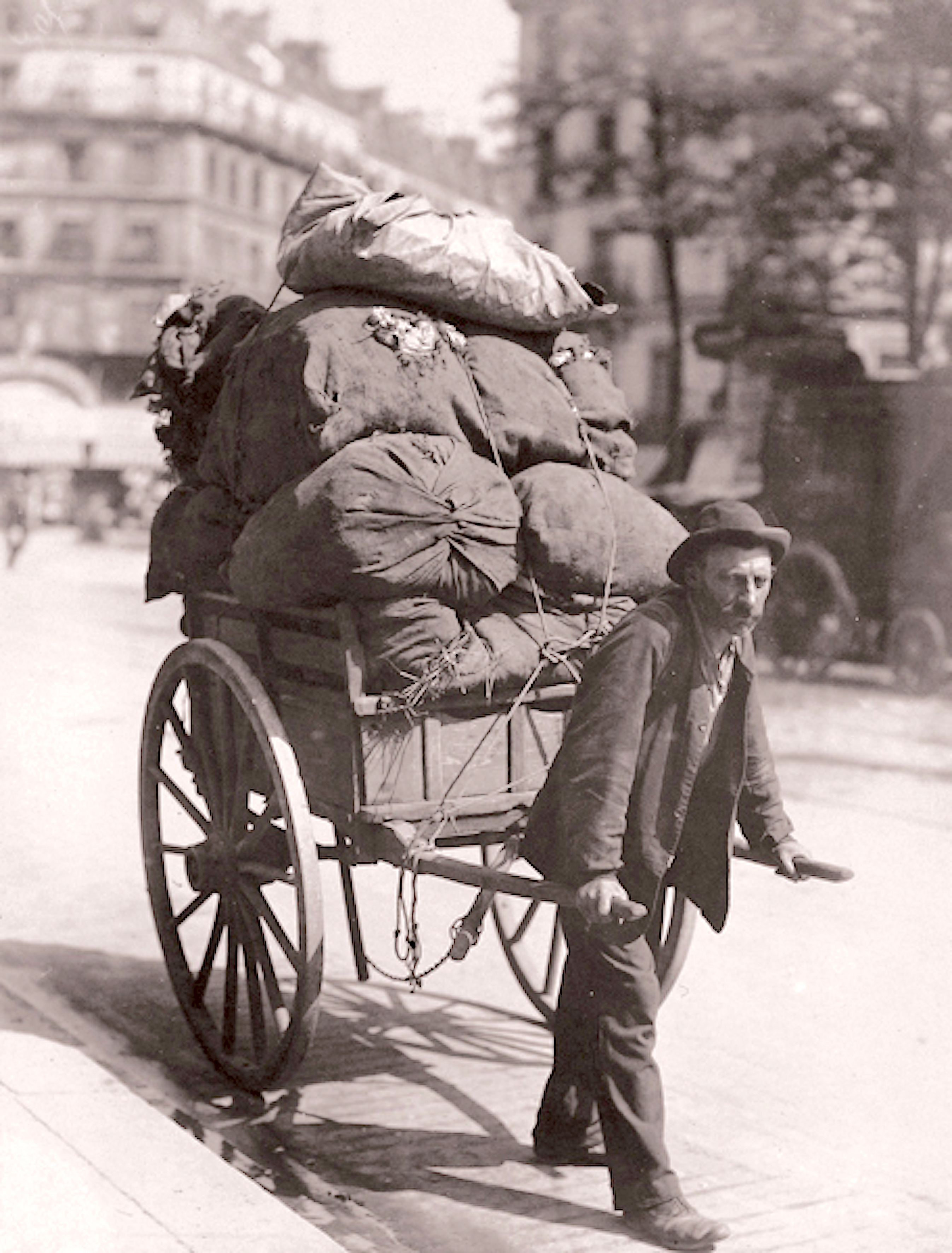
Hadrář v roce 1899 v Paříži

Hadr (německy Hader, Lumpen; nářečně hadra) je označení odpadní textilie, často rozstříhané a roztrhané kusy starého oblečení. Hadry mají různé využití, ovšem surovina byla sbírána po domácnostech (hadráři). Hadry se totiž jako druhotné využití textilie (recyklace textilií) užívají (užívaly) při výrobě papíru (tedy jako základ buničiny). Pro stejný původ se stal hadr synonymem pro utěrku. V kuchyni může být používán hadr na nádobí (buď speciálně vyrobený, nebo recyklovaný ze staré textilie, např. oblečení). Slouží k mytí a utírání nádobí, setření kuchyňské linky či místo kuchyňské chňapky. Mívá rozměry od 20×20 do 50×50 cm.